# Ne naginji se van (1977.)
Ne naginji se van - hrvatski dugometražni film iz 1977. godine redatelja Bogdana Žižića. 

## Nagrade
- Velika zlatna Arena
- Pula 1977 - Nagrada žirija Ivi Gregureviću
- Niš 1977 - Specijalna nagrada za žensku ulogu Miri Banjac
- Nagrada za najboljeg debitanta Ivi Gregureviću